# Johann Friedrich Agricola
Johann Friedrich Agricola, pseudoniem Flavio Anicio Olibrio, (Dobitschen, bij Altenburg, 4 januari 1720 – Berlijn, 2 december 1774) was een Duits dirigent, organist, zanger en componist.
Hij studeerde in Leipzig aan de universiteit en tegelijkertijd muziek bij Johann Sebastian Bach. Vanaf 1741 volgde hij Carl Heinrich Graun op als dirigent van de koninklijke kapel te Berlijn. Agricola was een zeer gevierd organist, zanger en orgel- en zangpedagoog. Hij schreef vele liederen, koorwerken en kerkmuziek.